# Conioscinella flavifrons
Conioscinella flavifrons är en tvåvingeart som beskrevs av Oswald Duda 1933. Conioscinella flavifrons ingår i släktet Conioscinella och familjen fritflugor. Inga underarter finns listade i Catalogue of Life.